# Szkoła Podoficerska Służb Medycznych w Łodzi
Szkoła Podoficerska Służb Medycznych (SPSMed) – była szkoła wojskowa we Łodzi kształcąca podoficerów na potrzeby Wojskowej Służby Zdrowia.

## Formowanie
Szkoła powstała na podstawie rozporządzenia ministra Obrony Narodowej z 8 marca 2004 w sprawie utworzenia szkół podoficerskich.
Została rozlokowana w Łodzi przy al. 1 Maja na terenie Centrum Szkolenia Wojskowych Służb Medycznych. Szkoła rozpoczęła działalność 1 lipca 2004, podejmując szkolenie podoficerów sanitarnych – instruktorów (ratowników medycznych) dla potrzeb Sił Zbrojnych WP. Strukturalnie szkoła jest bezpośrednio podporządkowana szefowi Sztabu Generalnego WP.
Infrastruktura dydaktyczna oparta była na bazie Centrum Szkolenia Wojskowych Służb Medycznych w Łodzi.

## Profil kształcenia
Szkoła kształciła elewów w profilu ratownictwo medyczne.
Szkoła zakończyła swoją działalność 31 grudnia 2010 w wyniku wydania rozporządzenia MON z 6 sierpnia 2010.